# عملية الأمم المتحدة في موزمبيق
 كانت عمليات الأمم المتحدة في موزمبيق بعثة سلام تابعة للأمم المتحدة إلى موزمبيق تأسست في ديسمبر 1992  بموجب قرار مجلس الأمن رقم 797 مع تكليف بمراقبة تنفيذ اتفاقيات روما العامة للسلام التي وافق عليها رئيس موزمبيق جواكيم شيسانو (جبهة تحرير موزمبيق) وأفونسو دلاكاما من المقاومة الوطنية الموزمبيقية. انتهى تفويضها في ديسمبر 1994.

## التفويض والقوة
كانت ولاية عملية الأمم المتحدة في موزمبيق:
- مراقبة وقف إطلاق النار، وفصل وتركيز القوات، وتسريحها وجمع الأسلحة وتخزينها وتدميرها، والتحقق من ذلك؛
- مراقبة الانسحاب الكامل للقوات الأجنبية والتحقق من ذلك، وتوفير الأمن في ممرات النقل؛
- رصد والتحقق من حل الجماعات المسلحة الخاصة وغير النظامية؛
- الإذن بالترتيبات الأمنية للبنى التحتية الحيوية وتوفير الأمن للأمم المتحدة والأنشطة الدولية الأخرى لدعم عملية السلام؛
- تقديم المساعدة الفنية ومراقبة العملية الانتخابية بأكملها؛
- تنسيق ورصد عمليات المساعدة الإنسانية، ولا سيما تلك المتعلقة باللاجئين والمشردين داخلياً والعسكريين المسرحين والسكان المحليين المتضررين. [1]

ولإنجاز مهمتها، كان قوام القوة المأذون به يبلغ 6.625 جندياً وأفراد دعم عسكري، و 354 مراقباً عسكرياً، و 1.144 ضابطاً من الشرطة المدنية، و 355 موظفاً دولياً، و 506 موظفين محليين، و 900 مراقب انتخاب. 

## أداء
تم نشر الجزء الأكبر من القوات تحت قيادة الممثل الخاص للأمين العام ألدو أجيلو في أوائل عام 1993. في البداية، واجهت البعثة مقاومة كبيرة أثناء تنفيذ مهمتها. بسبب انعدام الثقة بين أطراف النزاع، يمكن أن يبدأ جمع الأسلحة فقط في أواخر نوفمبر 1993 بعد زيارة الأمين العام للأمم المتحدة وقرار آخر من مجلس الأمن التابع للأمم المتحدة (قرار مجلس الأمن رقم 882). ومن ثم فإن الجدول الأصلي الذي كان يهدف إلى إجراء انتخابات أكتوبر 1993 لا يمكن الوفاء به. وعلى الرغم من هذه العقبات، فقد نجحت البعثة بإجراء انتخابات عامة حرة في 13 أكتوبر 1994. انتهت ولاية البعثة مع أداء اليمين من قبل الرئيس يواكيم شيسانو والبرلمان المنتخب حديثًا وتم تصفية البعثة في يناير 1995. قبل ذلك، قامت القوة بنزع سلاح حوالي 76.000 مقاتل، وجمعت 155.000 قطعة سلاح ناري، وساعدت في تدريب 10.000 جندي من القوات المسلحة الموزمبيقية الجديدة وساعدت في إعادة معظم اللاجئين والنازحين داخليًا البالغ عددهم خمسة ملايين شخص ممن هجرتهم الحرب الأهلية. وتكبدت المهمة 26 ضحية. كلفت البعثة 492.6 مليون دولار أمريكي وأنفقت 616 مليون دولار إضافية على المساعدات الإنسانية.  